# Radiolog

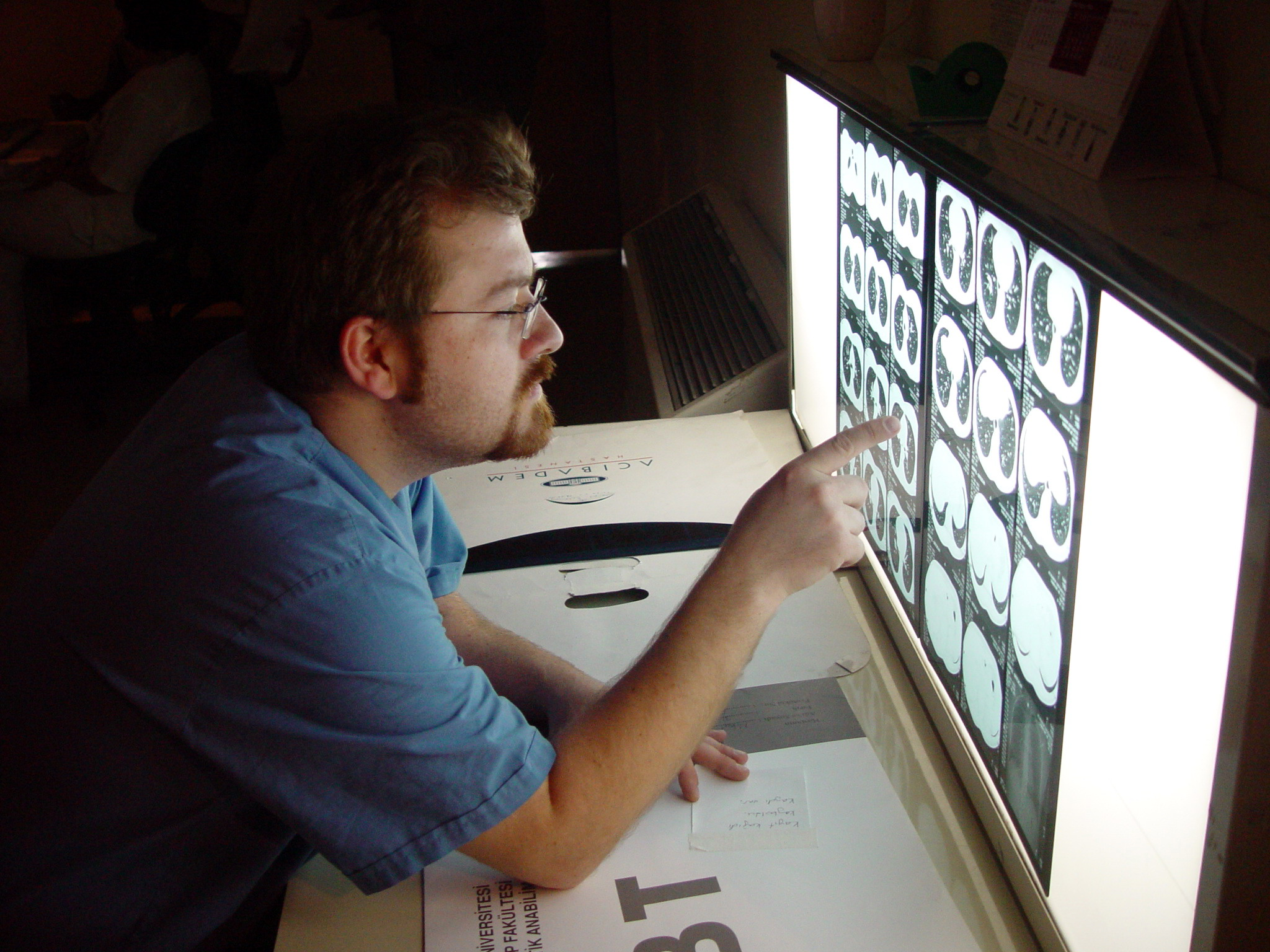
Radiolog studerar röntgenbilder.

En radiolog är en läkare som specialiserar sig inom radiologi.
Även om radiologi används som diagnostiskt verktyg inom de flesta medicinska specialiteter är radiologin en egen specialitet. En radiolog kan även kallas "röntgenläkare" eller "röntgenolog". Inom radiologin finns flera subspecialiseringar såsom neuroradiologi, pediatrisk radiologi och muskel- och skelettradiologi med flera. Man kan också välja att bli allmänradiolog med resultat att man tolkar bilder från flera olika organsystem. Som de andra medicinska specialiteterna tar det omkring fem år av specialiseringstjänstgöring (ST) att bli radiolog.
Vardagen för en radiolog består i att tolka stora mängder bildmaterial från remitterade patienter inom olika behandlingsmetoder (modaliteter) såsom magnetisk resonanstomografi, datortomografi och konventionell röntgenundersökning. Yrket är under ständig utveckling parallellt med den tekniska utvecklingen och medicinska forskningen.
En del radiologer sysslar med radiologiskt vägledda ingrepp utan konventionell kirurgi på patienter – så kallad interventionell radiologi. Det kan exempelvis innebära att radiologen sätter in dränage i abscesser, dränerar organ med stopp i avflöde, tar prover på organ och misstänkta svulster, och i vissa fall avlägsna ut blodproppar (tromber) ur hjärnans artärer och därmed minska skadorna av ett trombosorsakat slaganfall.